# Macrozamia heteromera
Macrozamia heteromera är en kärlväxtart som beskrevs av Charles Moore. Macrozamia heteromera ingår i släktet Macrozamia och familjen Zamiaceae. IUCN kategoriserar arten globalt som livskraftig. Inga underarter finns listade i Catalogue of Life.